# Trebinella
La trebinella o tribanella és una eina simple de perforar. Consta d'una tija de metall normalment acer, que en un extrem té una espiral amb una punxa per a millorar la penetració dins del material. Per agafar-la sovint es dota d'un mànec de fusta, transversal a la tija, que permet de fer un moviment rotatori que fa penetrar l'espiral punxent en el material. Normalment, es fa anar per a foradar materials tous com fusta o plàstic.